# 공공저작권 신탁관리
공공저작권 신탁관리에 대해 알려진 내용들이다.

## 공공저작권 신탁관리
공공저작권 신탁관리 제도는 국가기관 및 지방자치단체, 공공기관이 보유한 공공저작물 중 자유이용 및 무료 개방이 어려운 공공저작물의 저작권을 신탁관리단체에 신탁하여 이용허락과 관련된 제반 업무를 대행하는 것을 말한다. 
공공저작권 신탁관리는 한국문화정보원이 맡고 있다.(2013.9.23., 문화체육관광부장관 승인)

## 신탁관리 업무
1. 권리신탁: 각 공공기관이 보유하고 있는 공공저작물의 저작권법상의 권리를 관리하도록 위탁(신탁계약 체결)
2. 신탁관리: 홈페이지 통해 신탁저작물 홍보, 불법이용에 대한 모니터링과 법적 대응
3. 이용허락 신청: 이용자로부터 신탁저작물의 이용허락 신청 접수
4. 이용허락 승인: 위탁기관을 대신해 이용허락을 승인하고 저작권 사용료 징수
5. 이용현황 보고: 위탁기관에 신탁저작물 이용현황을 보고하고 사용료 징수금액 분배

## 신탁관리의 장점
| 공공기관(위탁기관)                                                              | 이용자                                                      |
| ------------------------------------------------------------------------------- | ----------------------------------------------------------- |
| 자유이용 및 무료 개방이 어려운 공공저작물을 합리적으로 개방                     | 품질 높은 공공저작물 이용                                   |
| 번거로운 저작물 관리를 대신하고, 공공성을 보유한 합리적인 사용료 징수           | 저렴한 사용료로 저작권 침해 걱정 없이 안전하게 이용         |
| 이용현황 파악이 가능하고, 불법이용에 대한 법적 대응을 통해 안전하게 저작물 관리 | 단일 창구를 통해 여러 개의 저작물에 대해 이용허락 신청 가능 |

## 신탁관리 범위
대상 기관: 국가기관, 지방자치단체, 공공기관
*공공기관 정보공개에 관한 법률 제2조 3호에 따른 공공기관
대상 저작물: 어문, 음악, 미술, 사진, 영상, SW, 데이터베이스 등
신탁 대상: 공공저작물의 「저작권법」 상의 권리
요건: 한국저작권위원회에 국유재산, 공유재산으로 등록된 저작물, 또는 공공기관의 저작물로서 저작권을 등록한 저작물

## 공공기관의 신탁계약 절차
상담 → 한국저작권위원회에 저작권 등록 → 특약조건 등 합의 및 신탁계약 체결 → 저작권 관리 및 이용현황 보고 → 징수금 정산 및 분배 

## 이용자의 신탁저작물 이용 절차
이용허락 신청서 접수 → 신청내용 검토(목적, 이용범위 등) → 사용료 징수 및 이용허락 승인 통보 → 저작물 제공(온·오프라인) → 이용내역 확인